# Mort à Genève (Félix Moumié)
Pour plus de détails, voir Fiche technique et Distribution.
Mort à Genève (Félix Moumié) est un documentaire de la collection « Assassinats politiques » de Michell Noll, réalisé par Frank Garbely en 2006, traitant de l'assassinat de l'activiste camerounais Félix Moumié.

## Synopsis
Félix Moumié, le célèbre combattant de l'indépendance camerounaise, surnommé le Lumumba du Cameroun, trouve la mort à Genève le 3 novembre 1960. Un commando de tueurs des services secrets français aurait organisé son assassinat par empoisonnement. La justice genevoise aurait eu connaissance de l’identité de l'assassin, mais sous pression de la France il n'a jamais été jugé, et l'enquête judiciaire s'est soldée par un non-lieu. 
Sa dépouille est transférée à Conakry en Guinée, où elle est embaumée et déposée dans un sarcophage. Les autorités camerounaises ayant refusé que le leader de l'opposition soit enterré dans son pays, 45 ans plus tard, son épouse se rend sur sa tombe. 
Marthe Moumié avait fait la promesse solennelle à  son époux, qu'il trouverait un jour son dernier repos au Cameroun. La visite au cimetière de Conakry prend une tournure dramatique : la tombe de Félix Moumié a été profanée, le cercueil et la dépouille embaumée ont disparu. Comment expliquer ce mystère ?  

## Fiche technique
- Titre : Mort à Genève (Félix Moumié)
- Réalisateur : Frank  Garbely
- Scénario : Frank  Garbely
- Production : ICTV Solférino
- Langue : français, anglais
- Format : vidéo
- Genre : documentaire
- Durée : 52 minutes
- Date de réalisation : 2008